# العمارة الكلاسيكية الجديدة

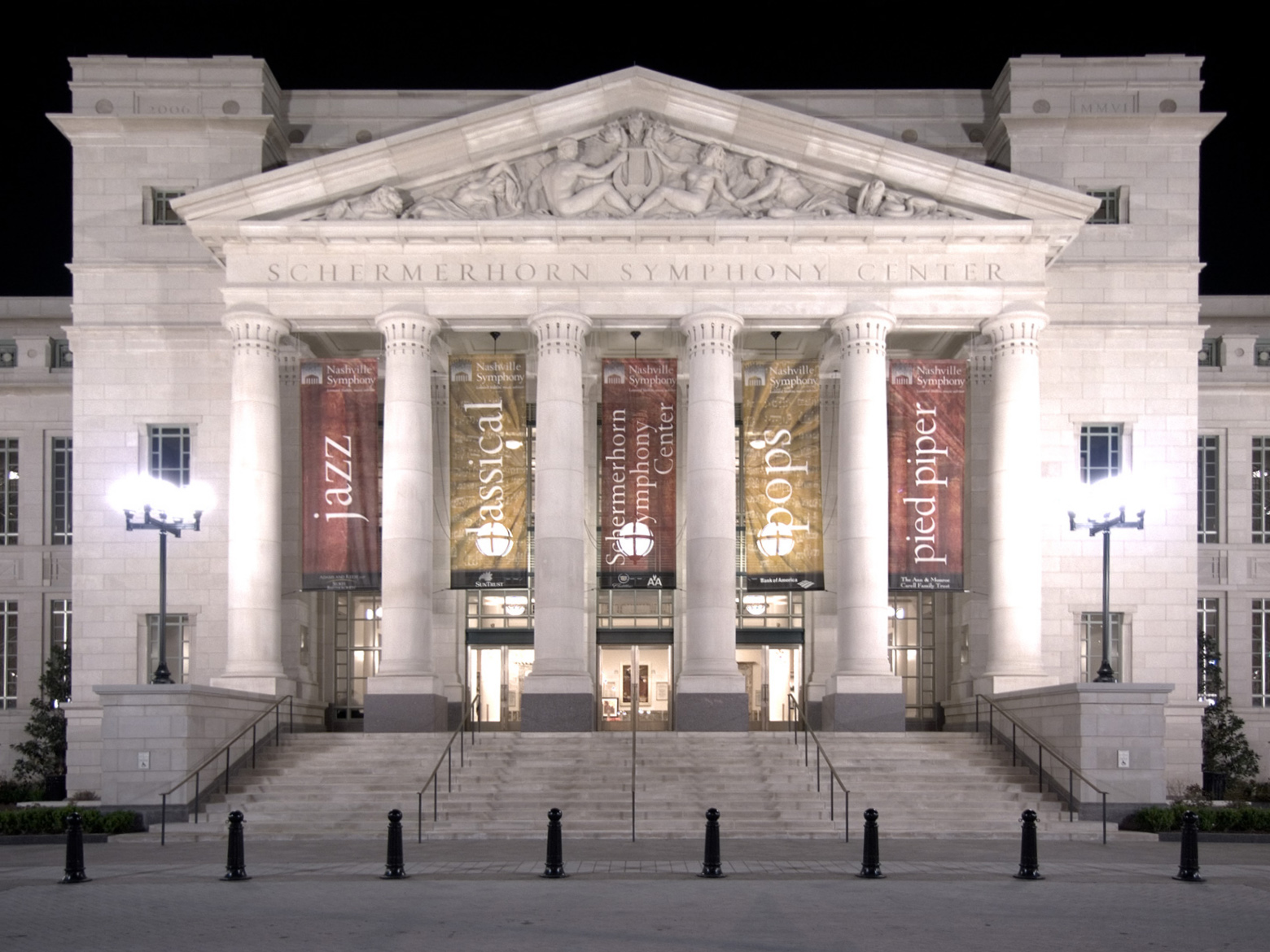

الحركة الكلاسيكية الجديدة أو العمارة الكلاسيكية الجديدة، هي حركة معاصرة في العمارة تواصل الممارسات المتبعة في العمارة الكلاسيكية والتقليدية. يمكن اعتبارها استمرارًا حديثًا للحركات الكلاسيكية الجديدة وغيرها من حركات النهضة التي قد تدخل أو لا في المصطلح العام للعمارة الكلاسيكية.
يستمر تصميم وبناء المباني التي تندرج ضمن هذه التقاليد طوال القرنين العشرين والحادي والعشرين، على الرغم من هيمنة نظريات العمارة الحديثة وما بعد الكلاسيكية بشكل أكبر. نظرًا لأن العمارة الكلاسيكية الجديدة ليست أسلوبًا معماريًا بل يمكنها الظهور بأشكال مختلفة، فقد توصف المباني الكلاسيكية المعاصرة، على الرغم من أن ذلك لم يجري دائمًا، بمصطلحات مثل التقليدية أو التاريخانية (أو التاريخية الجديدة/إحياء العمارة)، أو ببساطة العمارة الكلاسيكية الجديدة، ما يعني ضمنًا استمرار نمط تاريخي محدد.

## التطور
كانت التاريخانية والفن الجديد ما تزالان سائدتين في ألمانيا في بداية القرن العشرين. انتقد المعماري النمساوي أدولف لوس عمارة عصره باعتبارها «مفخمة» و«مترفة»، وتتوق إلى التخلي الكامل عن الزخرفة المعمارية في مقاله الذي حمل عنوان الزخرفة والجريمة. ظهرت الرغبة في استمرار وتطوير الأنماط الكلاسيكية منذ أن اكتسبت الحركات الحداثية الرئيسية الأولى مثل وركباند والباوهاوس زخمًا في ألمانيا. ازدهر أسلوب هايماشوتز منذ عام 1904 حتى نحو عام 1955، وقد ركز على التقاليد العامية ويمكن ترجمته إلى أسلوب الحماية الثقافية. من الأمثلة على هذا النمط الكلاسيكي الجديد المبتكر متحف هامبرغ والبرينزيبال ماركت في مونستر وساحة السوق في فرويدنشتات. بعد أن قصف الحلفاء في الحرب العالمية الثانية ألمانيا بشدة، ساعد المعماريون مثل أدولف أبيل ورديريتش فيك وكونستانتي غوتشو وفيرنر مارش وبول شميثيننر ويوليوس شولت فروليند ورودولف فولترز في إعادة بناء مدن ألمانية مدمرة باستخدام أسلوب هايماشوتز وغيره من طرق التصميم التقليدية.
واصل المهندس المعماري ريموند إيث في بريطانيا، تصميم المنازل الكلاسيكية في أواخر الستينيات وأوائل السبعينيات من القرن العشرين. كان المهندس المعماري الكلاسيكي الجديد كوينلان تيري، موظفًا وشريكًا لاحقًا لريموند إيث، وهو اليوم خلف له. بدأ العديد من المهندسين المعماريين الشباب في أوروبا في أواخر سبعينيات القرن العشرين، يتحدون مقترحات الحداثة في الهندسة المعمارية والتخطيط. ولنشر أفكارهم، أسس كل من ليون كيرير وموريس كولوت أرشيفات العمارة الحديثة في بروكسل وبدأوا نشر النصوص والمشاريع المضادة لمقترحات الحداثة في الهندسة المعمارية والتخطيط. تلقوا دفعًا من تشارلز أمير ويلز، وخاصة من مؤسسة الأمير لبناء المجتمع.
نشأت العديد من برامج الدكتوراه الخاصة بمدارس العمارة للتمييز عن برامج الدكتوراه في تاريخ الفن، بسبب الطلب على الأساتذة المطلعين على تاريخ الهندسة المعمارية، إذ تدرب المؤرخون المعماريون في وقت سابق. أُنشئ في الولايات المتحدة كل من معهد ماساتشوستس للتكنولوجيا وجامعة كورنيل في منتصف سبعينيات القرن العشرين، وتلاها كولومبيا وبيركلي وبرينستون. يُعد برونو تسفي من بين مؤسسي برامج التاريخ المعماري الجديدة في معهد تاريخ العمارة في البندقية، وستانفورد أندرسون وهنري ميلون في معهد ماساتشوستس للتكنولوجيا، وألكسندر تونيس في جمعية الهندسة المعمارية وأنتوني فيدلر في جامعة برينستون ومانفريدو تافوري في جامعة البندقية وكينيث فرامبتون من جامعة كولومبيا وفيرنر أوخسلين وكورت فروستر في المعهد الفدرالي السويسري للتكنولوجيا في زيورخ. تزامن إنشاء هذه البرامج مع توظيف مدارس العمارة للمؤرخين المدربين تدريبًا مهنيًا في السبعينيات من القرن العشرين: مارغريت كراوفورد (دكتوراه، جامعة كاليفورنيا) في معهد جنوب كاليفورنيا للعمارة، وإليزابيث غروسمان (دكتوراه، جامعة براون) في كلية رود أيلاند للتصميم، كريستيان أوتو (دكتوراه، جامعة كولومبيا) في جامعة كورنيل وريتشارد شافي (دكتوراه، معهد كورتولد) في جامعة روجر ويليامز وهوراد بيرنز (كلية كينغ) في جامعة هارفرد.
طورت عمارة ما بعد الحداثة في هذه السنوات نقدًا لمقاييس الجمال التي تبنتها العمارة الحديثة. هناك بعض المهندسين المعماريين المؤثرين بعد الحداثة، مثل تشارلز مور وروبرت فنتوري ومايكل غريفز الذين استخدموا العناصر الكلاسيكية كدوافع ساخرة من أجل انتقاد عقم الحداثة. قدمت مجموعة واسعة مؤلفة من أكثر من عشرين مهندسًا معماريًا ومنظرًا ومؤرخًا، بدائل أخرى للحداثة. كان من بينهم العديد من المهندسين المعماريين الكلاسيكيين الجدد الذين اعتبروا الكلاسيكية وسيلة مشروعة للتعبير المعماري، وحاز العديد منهم فيما بعد على جائز دريهاوس، مثل توماس بيبي وروبرت إيه. إم ستيرن اللذين يتبعان عمارة ما قبل الحداثة والكلاسيكية أيضًا. انتقلت بعض شركات ما بعد الحداثة إلى تفسيرات جديدة للهندسة المعمارية التقليدية، مثل ستيرن وألبرت، ورايتر وتيتمان. كان توماس جوردون سميث الحائز على جائزة روما عام 1979 من الأكاديمية الأمريكية في روما، مخلصًا لتشارلز مور. نشر سميث في عام 1988، «العمارة الكلاسيكية- القاعدة والاختراع»، وفي عام 1989، عُين رئيسًا لقسم العمارة في جامعة نوتردام والتي أصبحت اليوم كلية العمارة. يوجد اليوم برامج أخرى تدرس العمارة الكلاسيكية الجديدة في جزء منها، في جامعة ميامي وجامعة جودسون وجامعة أندروز، وبدأ في عام 2003، مركز البحوث المتقدمة في العمارة التقليدية في جامعة كولورادو دنفر.
هناك مظهر شعبي ومهني للكلاسيكية الجديدة ما زال يتطور، إلى جانب كل التطورات الأكاديمية والعلمية. أثار هدم مكيم، ميد آند وايت لمحطة سكة حديد بنسلفانيا في مدينة نيويورك، تشكيل أمريكا الكلاسيكية وفصولها الإقليمية، بقيادة هنري هوب ريد، الابن. أيدت أمريكا الكلاسيكية تقدير المباني المستوحاة من الطراز الكلاسيكي وممارسة التصميم الكلاسيكي المعاصر والتقليدي من خلال تعليم المعماريين رسم النظم الكلاسيكية واستضافة جولات المشي والأحداث التعليمية والمؤتمرات ونشر سلسلة أمريكا الكلاسيكية في الفن والعمارة.